# Simulium melatum
Simulium melatum är en tvåvingeart som beskrevs av Robert A.Wharton 1949. Simulium melatum ingår i släktet Simulium och familjen knott. Inga underarter finns listade i Catalogue of Life.